# Église du Christ au Congo
Église du Christ au Congo (ECC) ist ein Verband evangelischer Kirchen in der Demokratischen Republik Kongo.

## Geschichte
Seit 1878 waren im Gebiet der heutigen Demokratischen Republik Kongo Missionsgesellschaften unterschiedlicher evangelischer Denominationen (Baptisten, Methodisten, Pfingstler, Reformierte, Mennoniten) aktiv. Die hieraus entstandenen Gemeinden arbeiteten in einer Konferenz zusammen, aus der 1922 der Conseil Chrétien du Congo (CCC) wurde. Dieser benannte sich 1924 in Conseil Protestant du Congo (CPC) und 1934 in Eglise du Christ au Congo um. 1960 wurde der erste Afrikaner zum Generalsekretär des Verbunds gewählt, 1970 brachte eine Verfassungsänderung eine organisatorische Stärkung. Zu dieser Zeit versuchte der Diktator Mobutu Sese Seko den Verbund zu kontrollieren, um ein Gegengewicht zur eher oppositionellen römisch-katholischen Kirche zu schaffen.
Nach dem Ende des auf Mobutus Sturz folgenden Bürgerkriegs unterstützten einflussreiche Vertreter der ECC, insbesondere der seit 1998 amtierende Präsident Pierre Marini Bodho, den zunehmend diktatorisch regierenden Präsidenten Joseph Kabila.

## Struktur
Die Université protestante au Congo in Kinshasa ist mit der ECC verbunden. Mehrere Mitgliedskirchen der Église du Christ au Congo, darunter die Kirchenprovinz Kongo der anglikanischen Gemeinschaft, sind Mitglied im Ökumenischen Rat der Kirchen.